# Lovászad
Lovászad (németül: Luising) Szentkút településrésze, egykor önálló község Ausztriában, Burgenland tartományban, a Németújvári járásban.

## Fekvése
Németújvártól 11 kilométerre délkeletre fekszik, a Pinka jobb partján. Közvetlenül a magyar határ mellett található, keleti szomszédai, Kemestaródfa és Vasalja már Vas vármegyéhez tartoznak.

## Története
A település első írásos említése 1455-ben „Poss. Louazad” néven történt abban az oklevélben, melyben V. László király a jáki és pornói monostoroknak kamaranyereség alól való mentességet adott. A Szent Györgyről nevezett jáki apátság birtokai közé tartozott. 1532-ben elpusztította a török. 1538-ban  47 portát számláltak a faluban. 1698-ban a szentkúti plébániához csatolták. A 18. században a magyar országgyűlés jóváhagyásával svábokkal telepítették be. Csak 1773-ban szerepel először német nevén „Linsing” alakban. 1787-ben 40 házában 256 lakos élt. 1788-ban a falu az ugyancsak svábokkal telepített Karácsfa plébániájához csatlakozott. 1828-ban 34 háza és 236 lakosa volt. 1857-ben 36 házat számláltak itt 221 lakossal. Lakói Karácsfára jártak templomba és iskolába.
Vályi András szerint „LOVÁSZAD. Luising. Német falu Vas Várm. földes Ura a’ Jáki Apáturság, lakosai katolikusok, fekszik Karacsfának szomszédságában, és annak filiája, határja szoross, és nem igen termékeny.”
Fényes Elek szerint „Lovaszád, német falu, Vas vmegyében, a Pinka és Strem vize mellett: 238 római kath. lak. A jáki apátsághoz tartozik. Ut. p. Rába Sz. Mihály.”
Vas vármegye monográfiája szerint „Lovaszád községben 41 ház és 215 r. kath., németajkú lakos van. Postája Pinka-Mindszent, távírója Körmend. A Csikvölgy és a Strémvölgy itt nyílik a róna felé. Földesúra a jaáki apátság volt.”
A trianoni békeszerződésig Vas vármegye Körmendi járásához tartozott. A békeszerződések Ausztriának ítélték. A bevonuló osztrák csendőrség ellen azonban 1921-ben magyar szabadcsapatok léptek fel. Ezt követően a hovatartozás kérdését népszavazásra bocsátották és a német többségű község Karácsfa községgel együtt Ausztria mellett nyilatkozott (tíz másik falu Magyarország mellett döntött). Az osztrák csendőrök végül 1923. január 10-én vonultak be a településre. Önkéntes tűzoltóegylete 1925-ben alakult. Az elektromosságot 1938-ban vezették be a községbe. 1940-ben elkészült az új iskolaépület, mely 1968-ig működött. 2001-ben 135 lakosa volt.

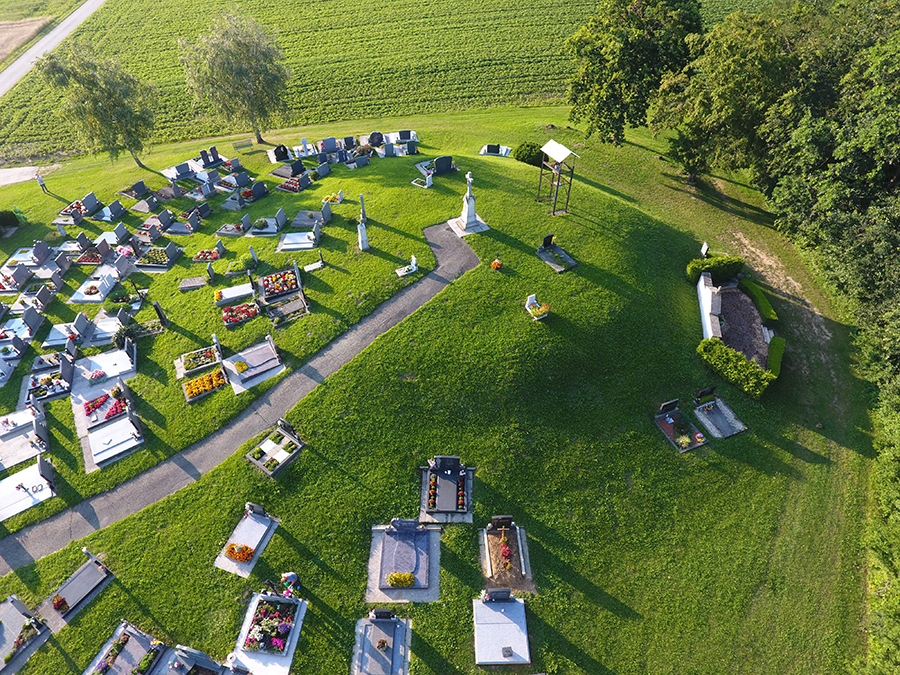
Lovászad, Karácsfa, Hagensdorf légi felvételen

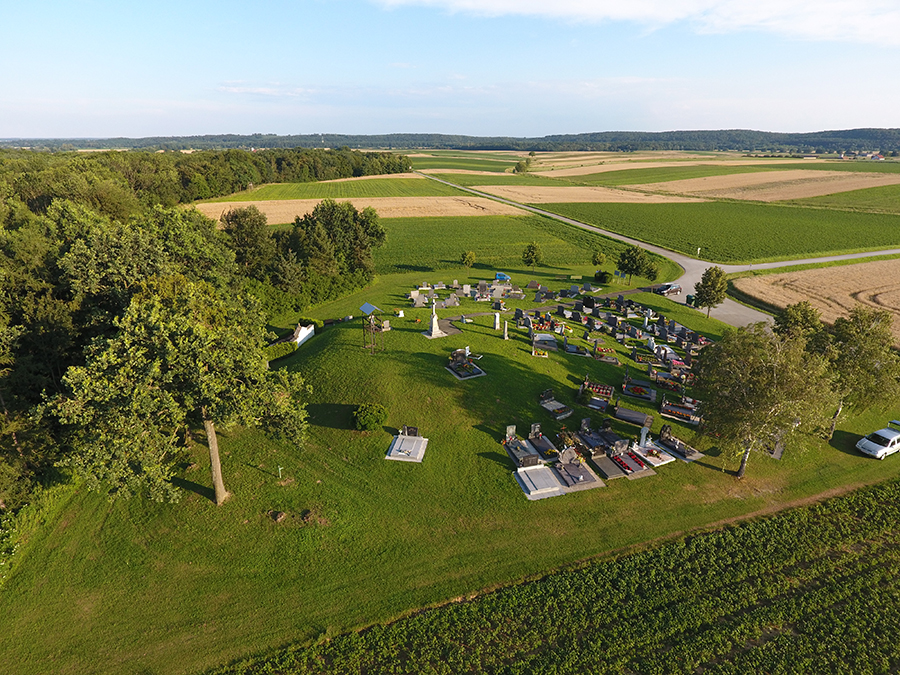
Lovászad, Karácsfa, Hagensdorf légi fotón

## Nevezetességei
- Szent Anna tiszteletére szentelt római katolikus temploma.
- Karácsfa és Lovászad között egy lapos dombháton fekszik egy sánccal és árokkal körülvett kúpszerű domb, ami ma mindkét településnek temetőként szolgál. A dombon állt korábban a karácsfai templom, amit 1788-ban lebontottak. Az erődítések eredete tisztázatlan, lehet hogy a templom, de lehet hogy egy korábbi kisebb várhoz tartoztak.